# Melampodium
Genre
Melampodium est un genre de plante à fleurs de la famille des Asteraceae. 

## Liste d'espèces
Selon Catalogue of Life (25 déc. 2012) :
- Melampodium americanum
- Melampodium appendiculatum
- Melampodium argophyllum
- Melampodium aureum
- Melampodium berteroanum
- Melampodium bibracteatum
- Melampodium cinereum
- Melampodium copiosum
- Melampodium costaricense
- Melampodium cupulatum
- Melampodium dicoelocarpum
- Melampodium diffusum
- Melampodium divaricatum
- Melampodium glabribracteatum
- Melampodium glabrum
- Melampodium gracile
- Melampodium leucanthum
- Melampodium linearilobum
- Melampodium longicorne
- Melampodium longifolium
- Melampodium longipes
- Melampodium longipilum
- Melampodium mayfieldii
- Melampodium microcephalum
- Melampodium mimulifolium
- Melampodium montanum
- Melampodium nayaritense
- Melampodium northingtonii
- Melampodium nutans
- Melampodium paludosum
- Melampodium panamense
- Melampodium paniculatum
- Melampodium percussum
- Melampodium perfoliatum
- Melampodium pilosum
- Melampodium pringlei
- Melampodium pumilum
- Melampodium repens
- Melampodium rosei
- Melampodium sericeum
- Melampodium sinaloense
- Melampodium sinuatum
- Melampodium strigosum
- Melampodium tenellum
- Melampodium tepicense

Selon NCBI (25 déc. 2012) :
- Melampodium americanum
- Melampodium appendiculatum
- Melampodium argophyllum
- Melampodium aureum
- Melampodium bibracteatum
- Melampodium cinereum
  - variété Melampodium cinereum var. cinereum
  - variété Melampodium cinereum var. hirtellum
  - variété Melampodium cinereum var. ramosissimum
- Melampodium costaricense
- Melampodium cupulatum
- Melampodium dicoelocarpum
- Melampodium diffusum
- Melampodium divaricatum
- Melampodium glabribracteatum
- Melampodium glabrum
- Melampodium gracile
- Melampodium leucanthum
- Melampodium linearilobum
- Melampodium longicorne
- Melampodium longifolium
- Melampodium longipes
- Melampodium longipilum
- Melampodium mayfieldii
- Melampodium microcephalum
- Melampodium mimulifolium
- Melampodium moctezumum
- Melampodium montanum
  - variété Melampodium montanum var. montanum
  - variété Melampodium montanum var. viridulum
- Melampodium nayaritense
- Melampodium northingtonii
- Melampodium nutans
- Melampodium paludosum
- Melampodium paniculatum
- Melampodium perfoliatum
- Melampodium pilosum
- Melampodium pringlei
- Melampodium repens
- Melampodium rosei
- Melampodium sericeum
- Melampodium sinaloense
- Melampodium sinuatum
- Melampodium strigosum
- Melampodium tenellum
- Melampodium tepicense